# Königliche Museen für Kunst und Geschichte (Brüssel)

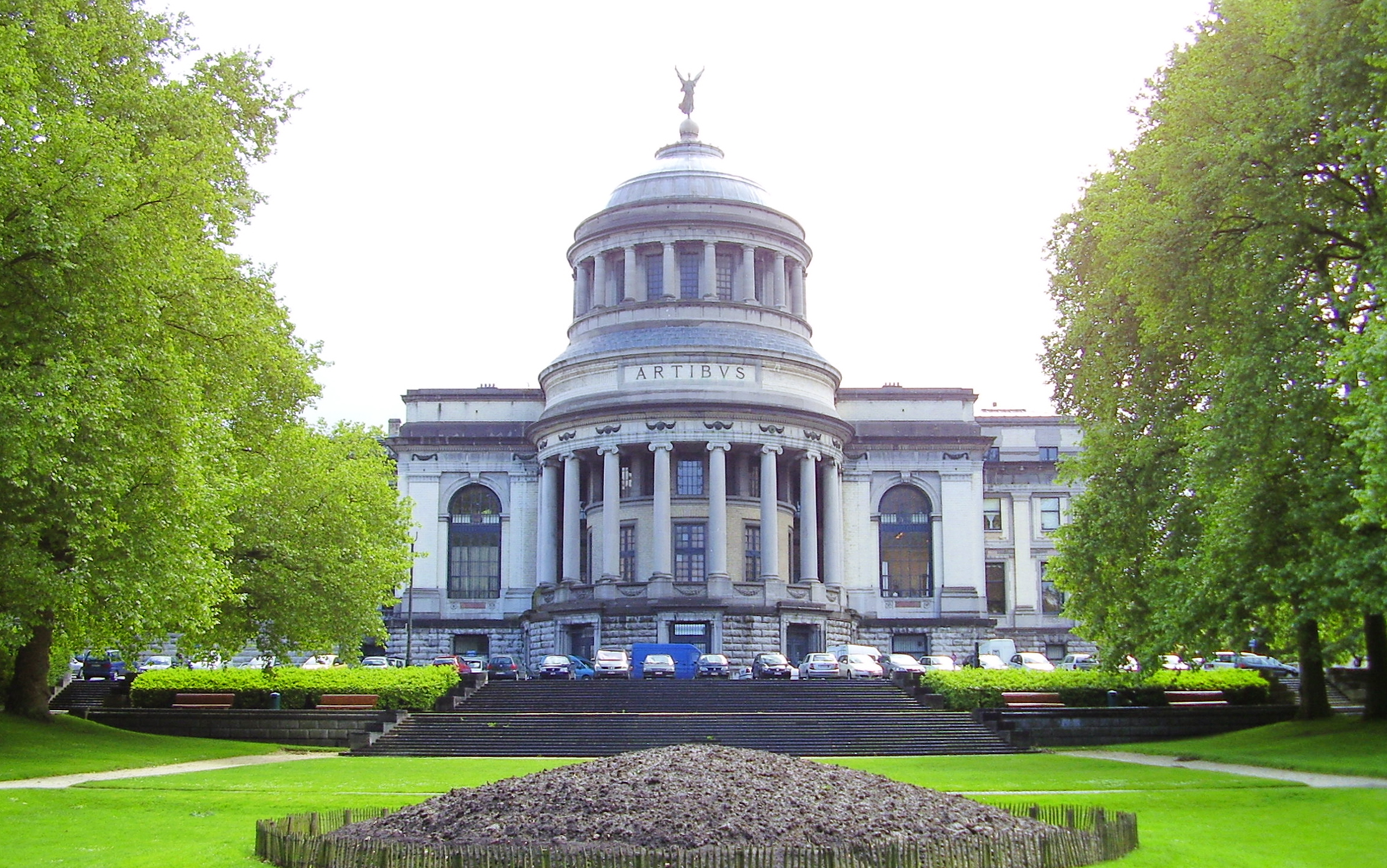
Museum für Kunst und Geschichte im Jubelpark, Brüssel

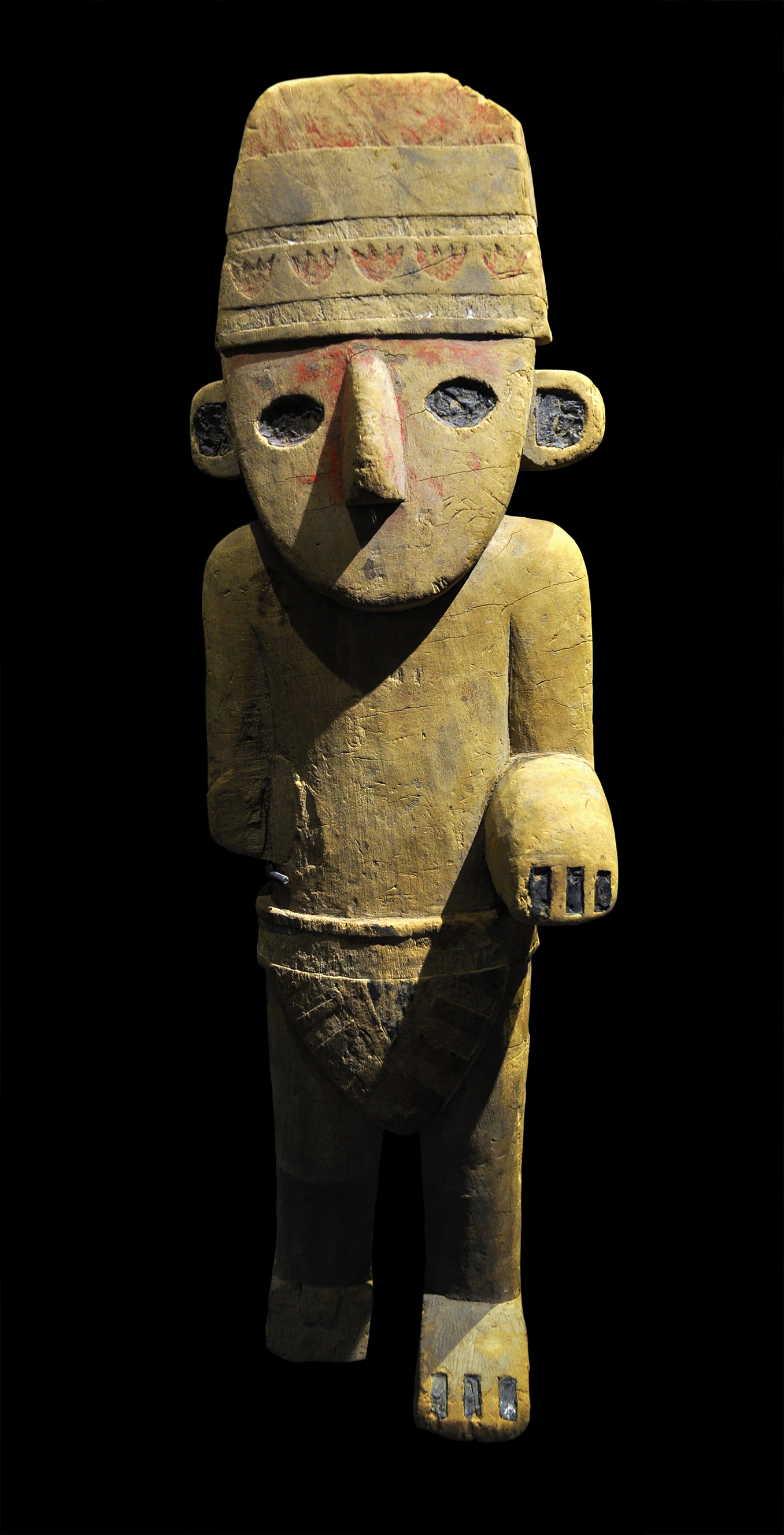
Eines der wahrscheinlich bekanntesten Werke der Sammlung der königlichen Museen: Der Fetisch, der Hergé als Vorlage für sein Werk Der Arumbaya-Fetisch diente.

Die Königlichen Museen für Kunst und Geschichte (ndl.: Koninklijke Musea voor Kunst en Geschiedenis,
frz.: Musées royaux d’Art et d’Histoire, engl.: Royal Museums of Art and History) sind die belgischen Staatsmuseen in Brüssel. Sie umfassen:
- das Museum für Kunst und Geschichte (früherer Name: Musée du Cinquantenaire / Jubelparkmuseum[1]) im Jubelpark u. a. mit prähistorischen, ethnologischen, islamischen, griechischen und römischen Sammlungen,
- das Halletor (Porte de Hal/Hallepoort), ein mittelalterliches Stadttor mit einer Sammlung über die mittelalterliche Geschichte Brüssels,
- das Musikinstrumentenmuseum (mim) (Musée des instruments de musique / Muziekinstrumentenmuseum) am Hofberg,
- die Fernöstlichen Museen (Musées d’Extrême-Orient / Musea van het Verre Oosten) in Laken.